# Església de Sant Simeó Estilita
L'església de Sant Simeó Estilita, coneguda també com a Qal'at Sim’an (fortalesa de Simeó, en àrab) és una església cristiana del s. V a prop d'Alep, Síria.
L'església, un grandiós martyrium cruciforme, que inclou diversos edificis d'estructura molt complexa, s'alçà en honor de sant Simeó Estilita el Vell, un dels anacoretes coneguts com els Pares del desert.
La seua importància rau en el fet de ser un dels edificis medievals més originals i antics, amb unes solucions arquitectòniques precedents d'alguns aspectes de l'art romà d'Orient o el romànic. El conjunt està declarat Patrimoni de la Humanitat des de 2011, amb la denominació "Antigues ciutats del nord de Síria".
Simeó Estilita fou un anacoreta cristià famós i venerat. Nasqué cap a l'any 390 a Cilícia, i des de molt jove mostrà inclinació per la vida eremítica, que li va impulsar a viure apartat de la societat a la recerca de la il·luminació. La seua fama i els miracles que se li atribuïen en vida frustraren els seus intents d'aïllament, doncs eren multituds les que el buscaven pel seu consell i ajut.
Decidit a continuar amb la manera de vida que havia triat, Simeó mana erigir una columna al cim de la qual podria trobar la soledat que anhelava. Es diu que la columna era de 3 m d'alçada, però va haver de substituir-la per una altra que n'arribava als 15. Al reduït espai de la columna, exposat a la intempèrie, passà els darrers 37 anys de la seua vida, sense baixar-ne ni en cas de malaltia. La seua fama s'estengué tant que fins i tot l'emperador Teodosi li demanava consell.

## El conjunt

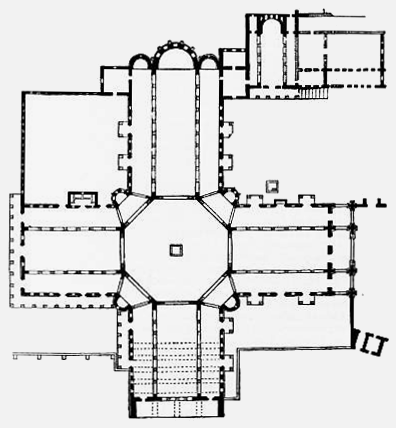
Planta de l'església originària amb octàgon de vuit arcs que envolta la columna de sant Simeó. Els quatre braços són basíliques completes

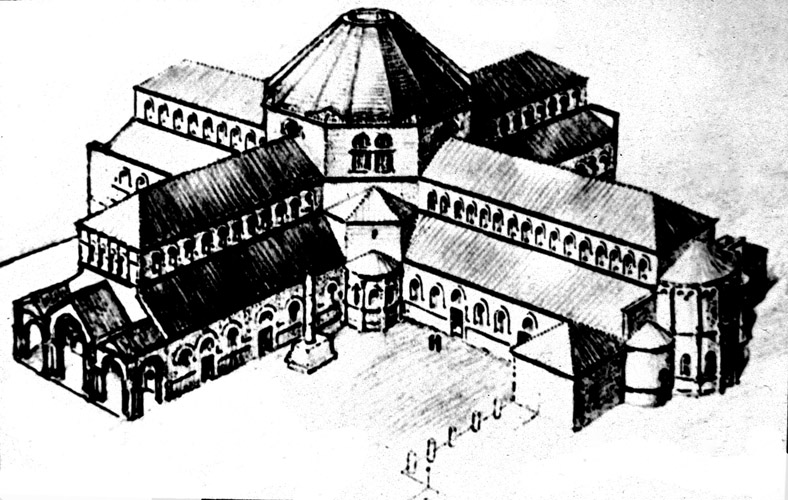
Possible reconstrucció de l'església al c. 470

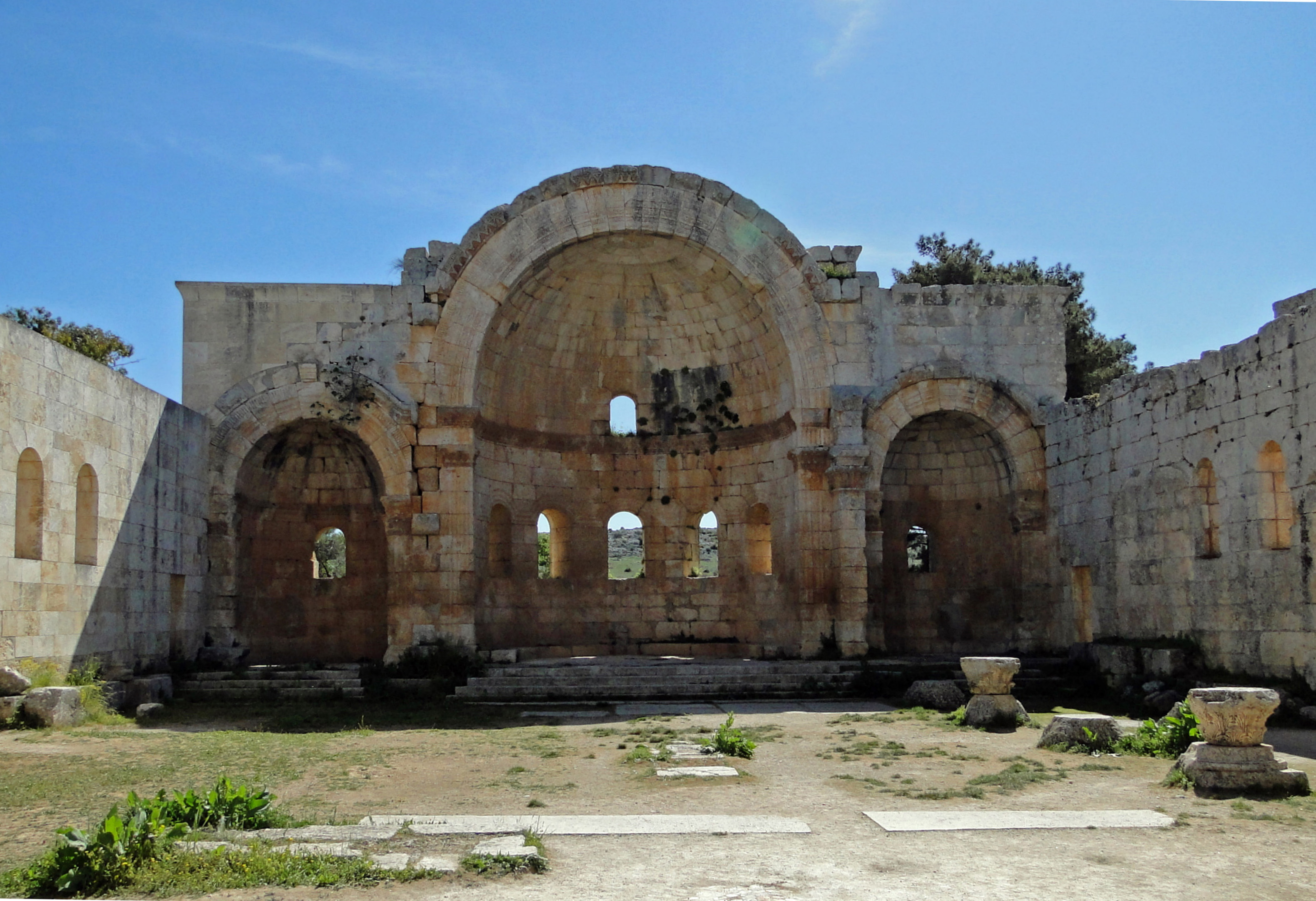
Absis de la basílica oriental

Una volta mort Simeó, Antioquia i Constantinoble se'n disputaren les restes, i anaren a parar a la primera ciutat. La columna del sant esdevingué aviat un important centre de pelegrinatge. Cap a l'any 475, començà a construir-se un martyrium, és a dir, un edifici commemoratiu dedicat al sant. La construcció va arribar a ser monumental: incloïa el martyrium a l'entorn de la columna de Simeó, amb forma d'octàgon, i quatre naus o basíliques que partien de quatre dels seus costats, a més a més d'edificacions annexes amb funcions monacales.
El conjunt ha arribat fins als nostres dies en estat de semiruïna, ja que fou abandonat cap al s. VII, quan els musulmans conqueriren Síria. Així i tot, les ruïnes mostren la grandesa amb què fou concebut. Tots els edificis són construïts en pedra llavorada i rica motlura.
La part més remarcable n'és la basílica o martyrium, al centre de la qual era el pilar; quatre cossos amb forma basilical, subdividits al seu torn en tres naus esglaonades, eixien d'aquest lloc i es disposaven en creu grega. Un dels extrems o naus acabava amb tres absis semicirculars, conservats en la major part, coberts amb volta de forn i que s'obrin amb finestres de mig punt; a l'exterior, les columnes adossades separen les seccions del mur. La presència d'elements decoratius (relleus, motlures...) és abundant i de gran qualitat en el disseny i en l'execució; hi predominen elements vegetals i alguns de simbòlics, i hi és notòria la pràctica absència de figures humanes o animals. La majoria de les columnes són corínties més o menys modificades, amb el fust sense estries i curt.

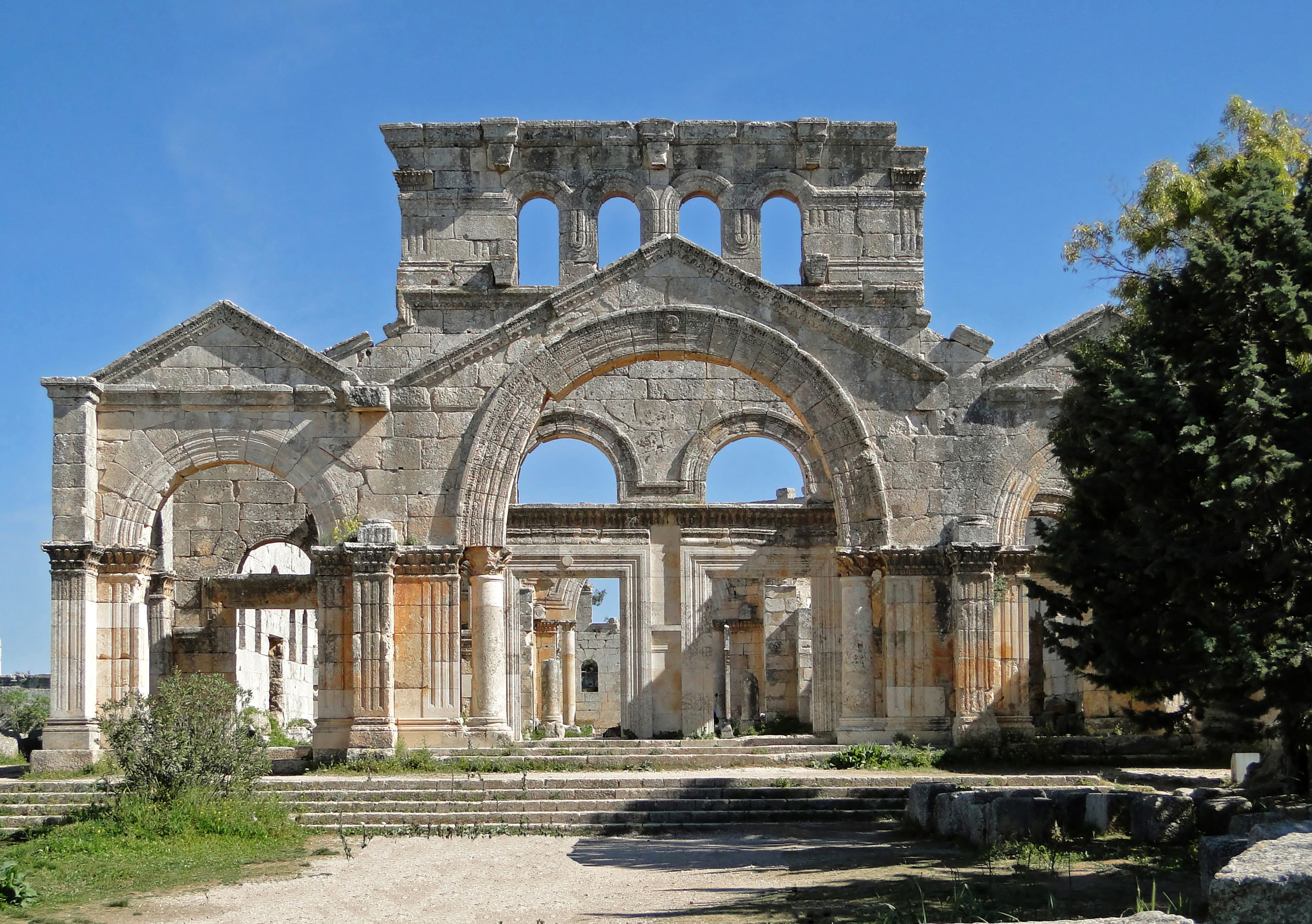
Façana principal de l'església

No se sap amb certesa quin tipus de teulada cobria els edificis principals i l'octàgon central. Aquest n'és la part més cridanera i complexa, i era el punt neuràlgic del conjunt. Al seu centre, es conserva la base i part del fust de la columna de Simeó. L'envolta una espècie de rotonda octogonal formada per arcs de mig punt motlurats, sostinguts per columnes exemptes. Malgrat que tots presenten idèntiques proporcions, quatre en comuniquen amb les naus o basíliques annexes, mentre que els altres quatre s'obrin a una mena de passadís anular, i acaben en petites exedres.
Són destacables, també, les façanes, de les quals només una es conserva quasi íntegra. Aquesta és un ampli portal, obert a l'exterior per una triple arcada de mig punt precedida d'una escalinata. L'arc central és més ample, format per una archivolta motlurada sostinguda per dues columnes; els arcs laterals, de disseny semblant, substitueixen la columna per pilars embeguts, decorats amb estries que es perllonguen pel mur. Hi ha tres frontons triangulars, amb l'arquitrau marcat en els dos laterals, i molt decorat.
Altres edificis, amb formes i proporcions diferents, es disposen a l'entorn d'aquest nucli central. Les seues funcions s'emmotlaven a les necessitats de la comunitat cenobítica que va habitar el lloc, així com a l'acolliment de pelegrins. La major part en repeteixen els dissenys i formes de l'església principal, però simplificats; així, apareixen finestrals arquitrabats en comptes de mig punt, i les columnes monolítiques se substitueixen per pilars quadrats o rectangulars. En destaca el baptisteri, rematat per una llanterna octogonal. També hi ha una zona amb tombes excavades en forma d'arcosoli.
Qal'at Si'man sobreïx, no sols per ser una fita important en l'arquitectura cristiana posterior a l'edicte de Milà o per les originals solucions constructives, que són en alguns casos precedent de l'arquitectura posterior, sinó també per constituir una síntesi exemplar de l'estètica grecoromana i la nova que llavors estava creant la religió cristiana.

## Galeria d'imatges

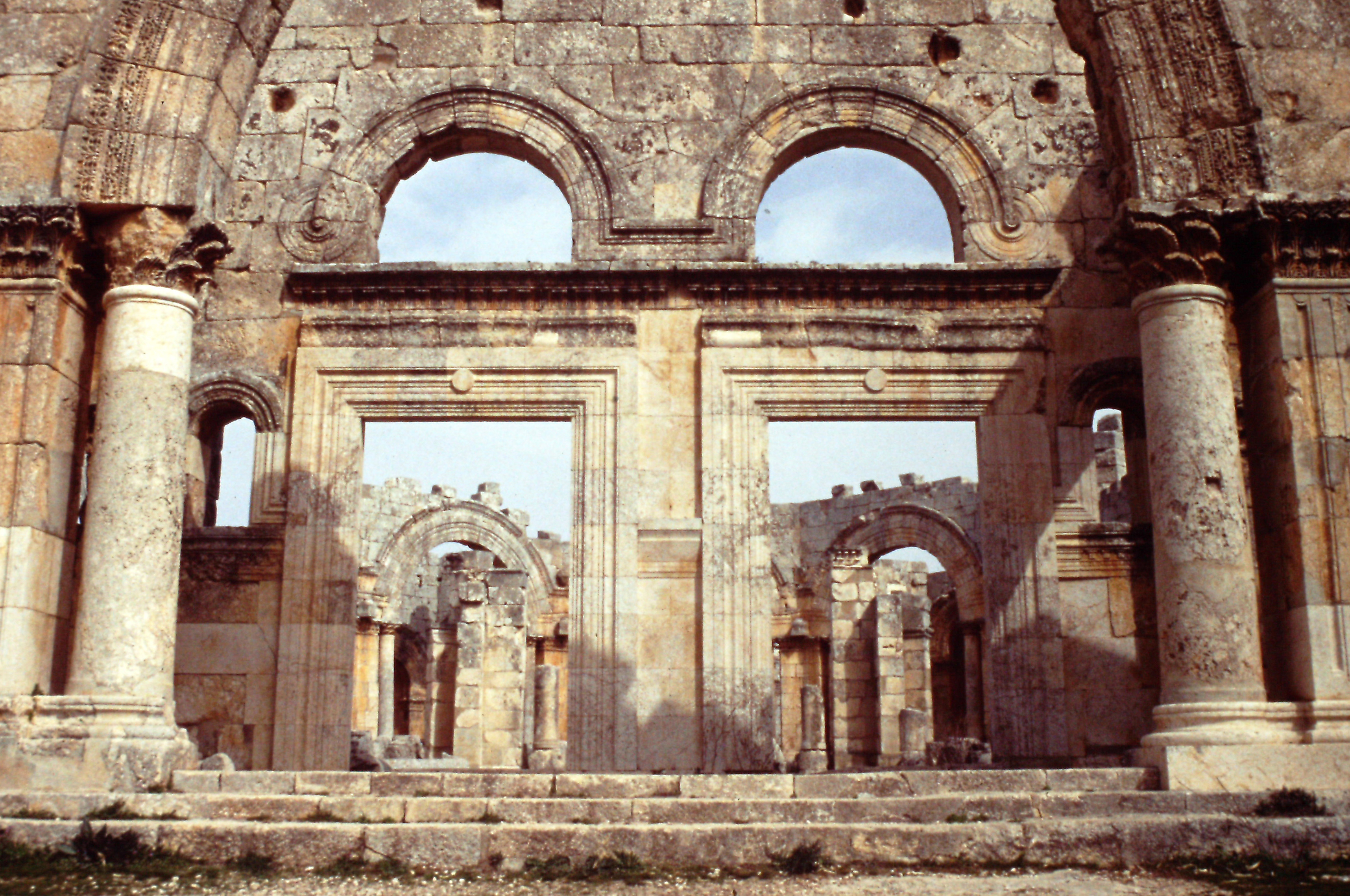
Façana de la basílica de Sant Simeó
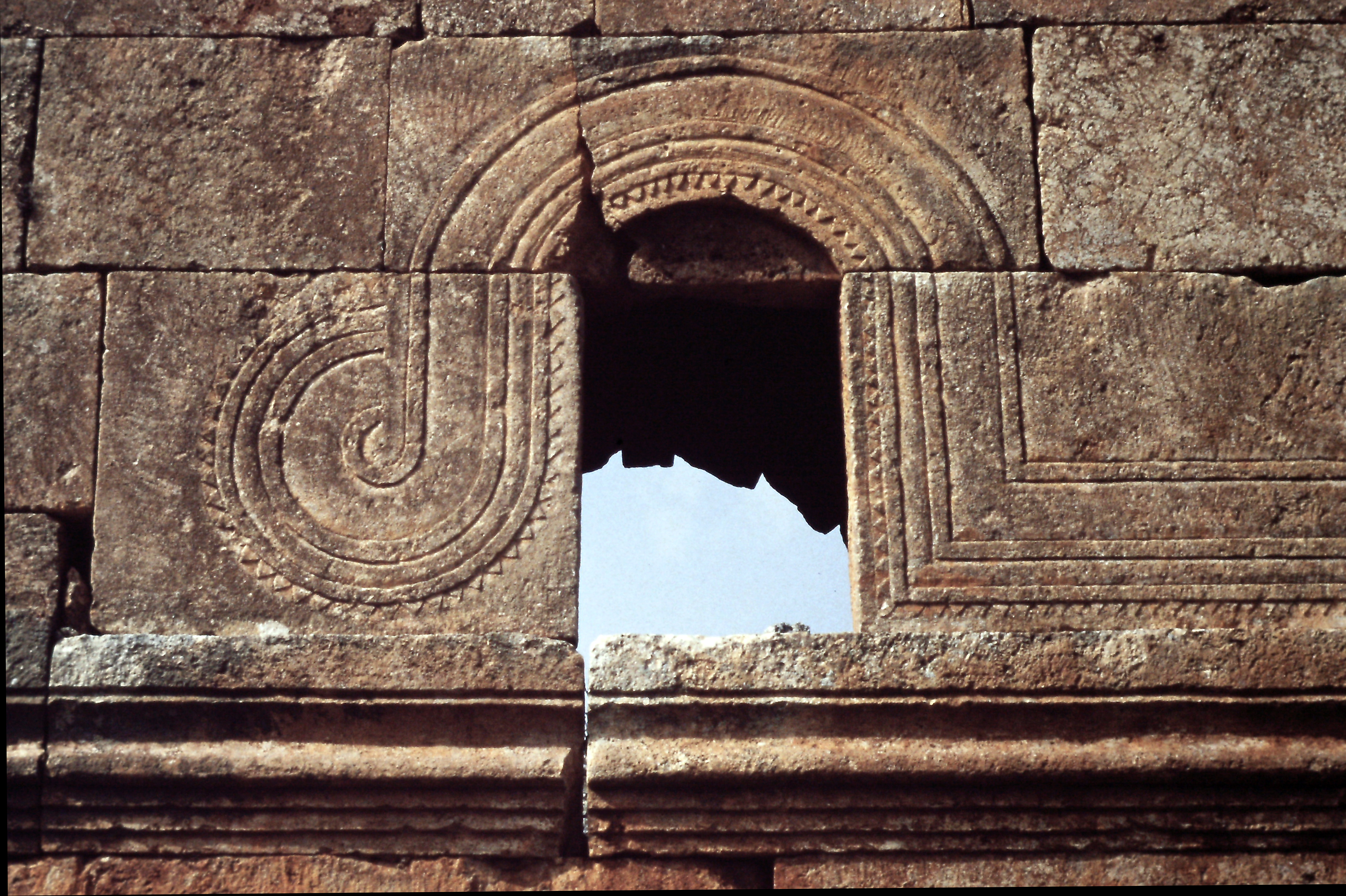
Motiu del mur de la basílica
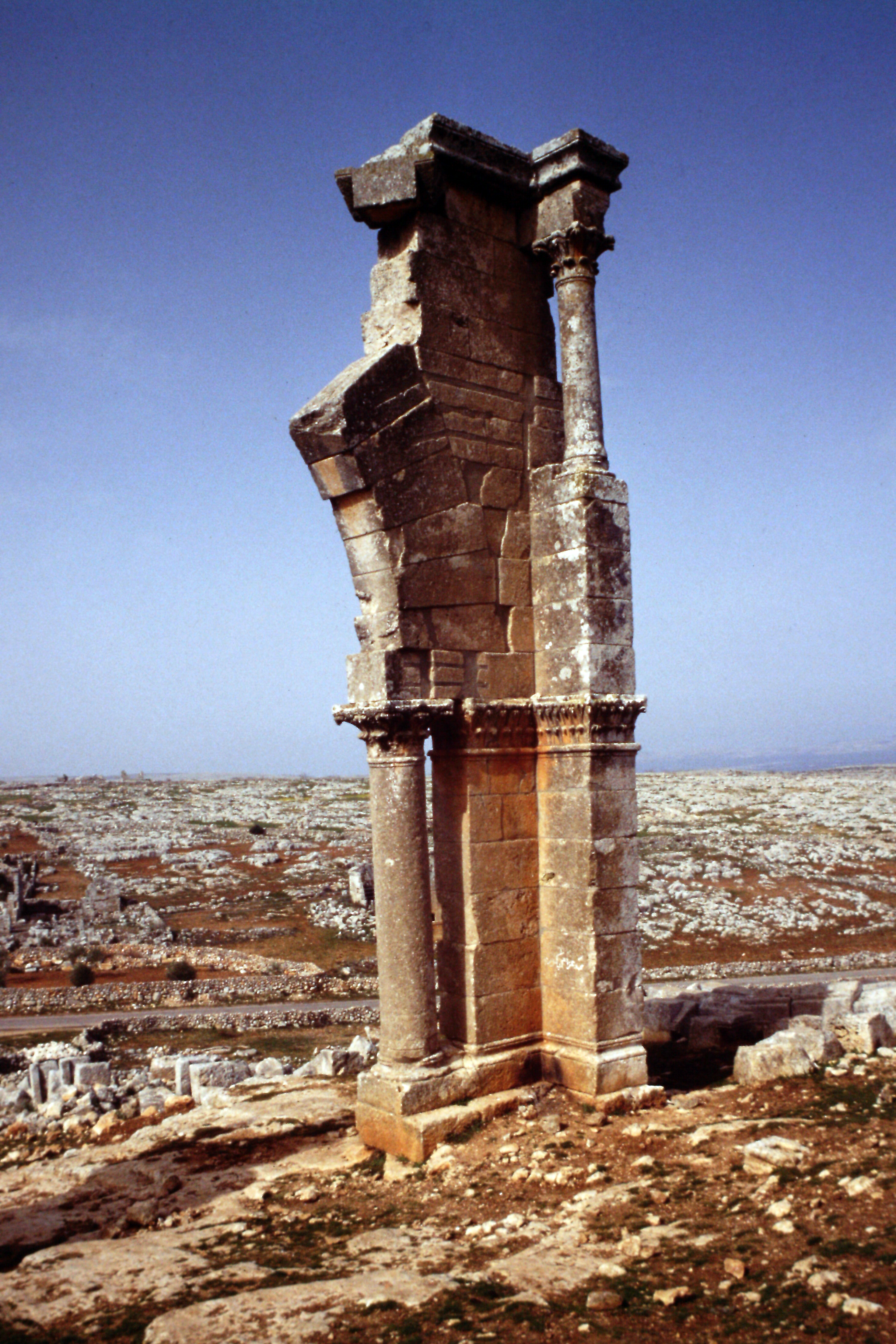
Santuari de Sant Simeó, restes de la portada
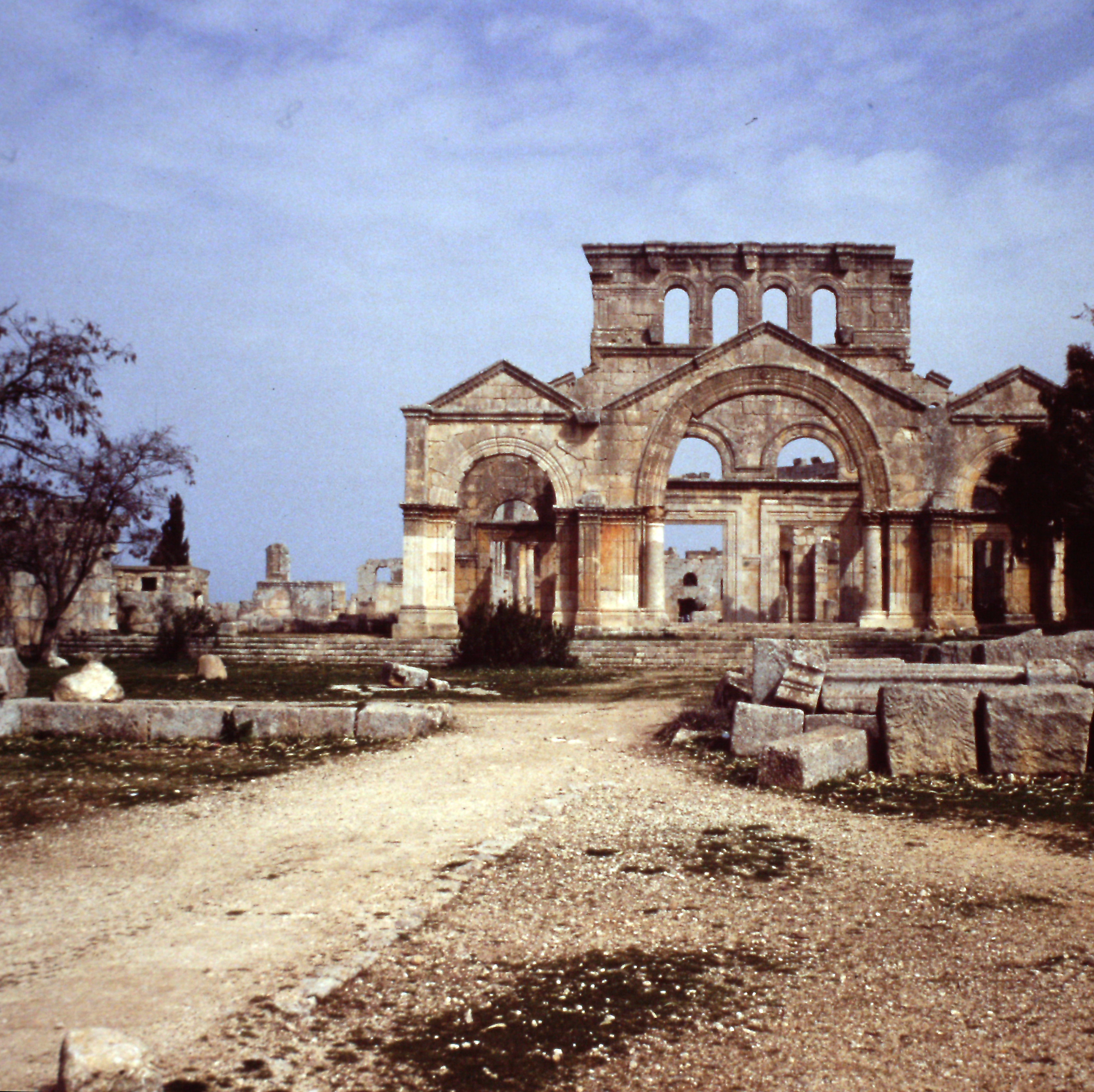
Façana de la gran basílica
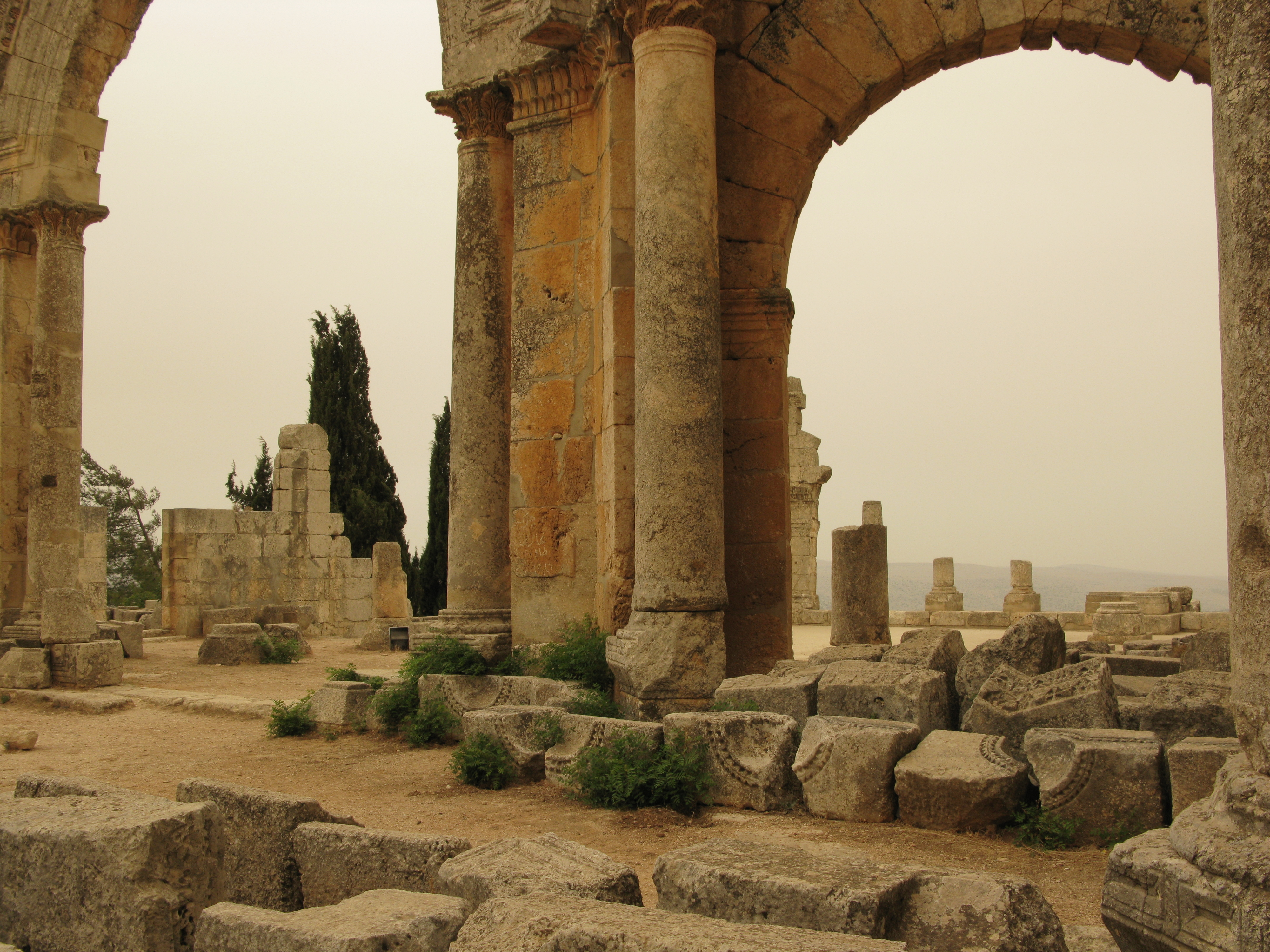
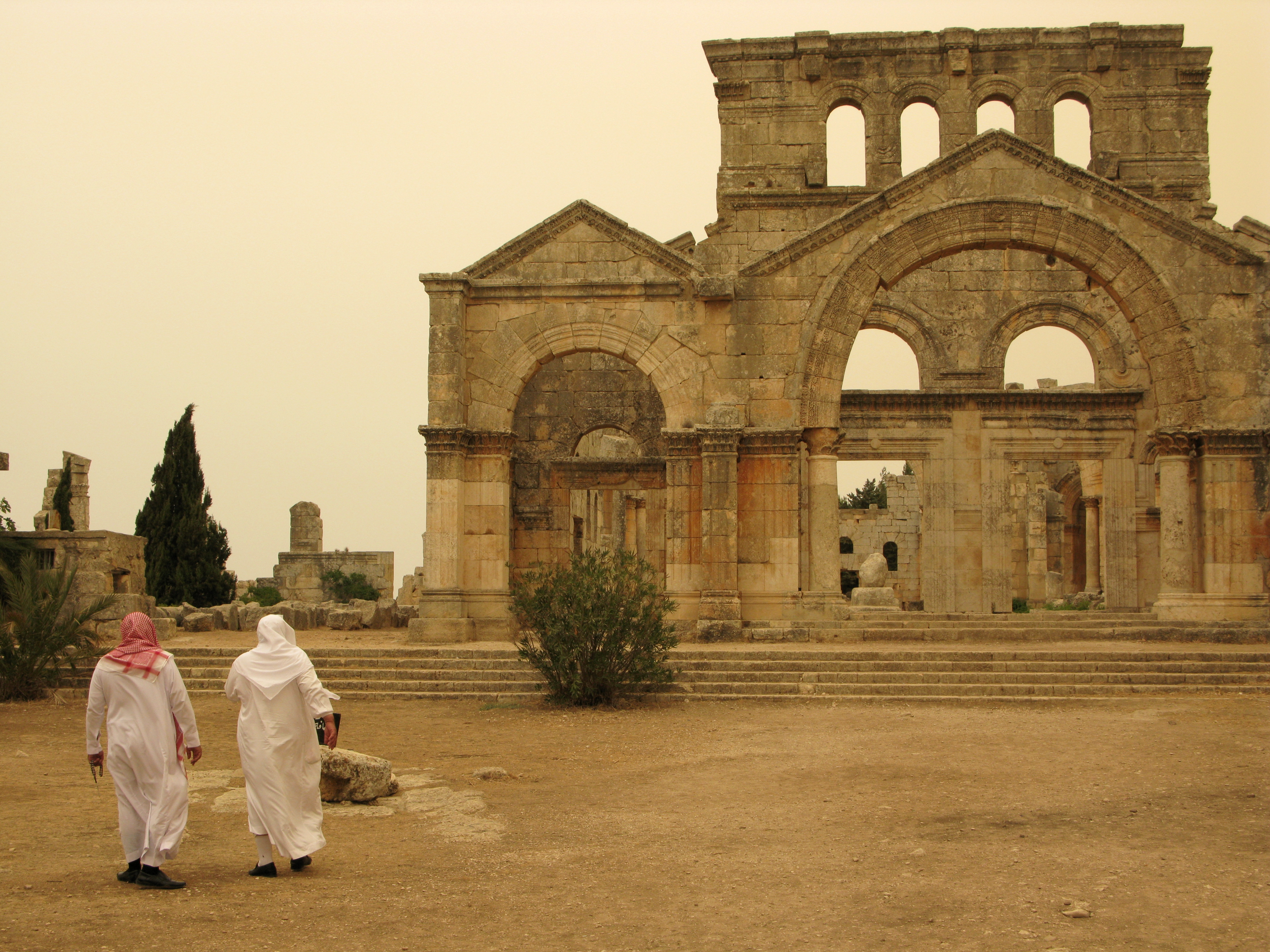
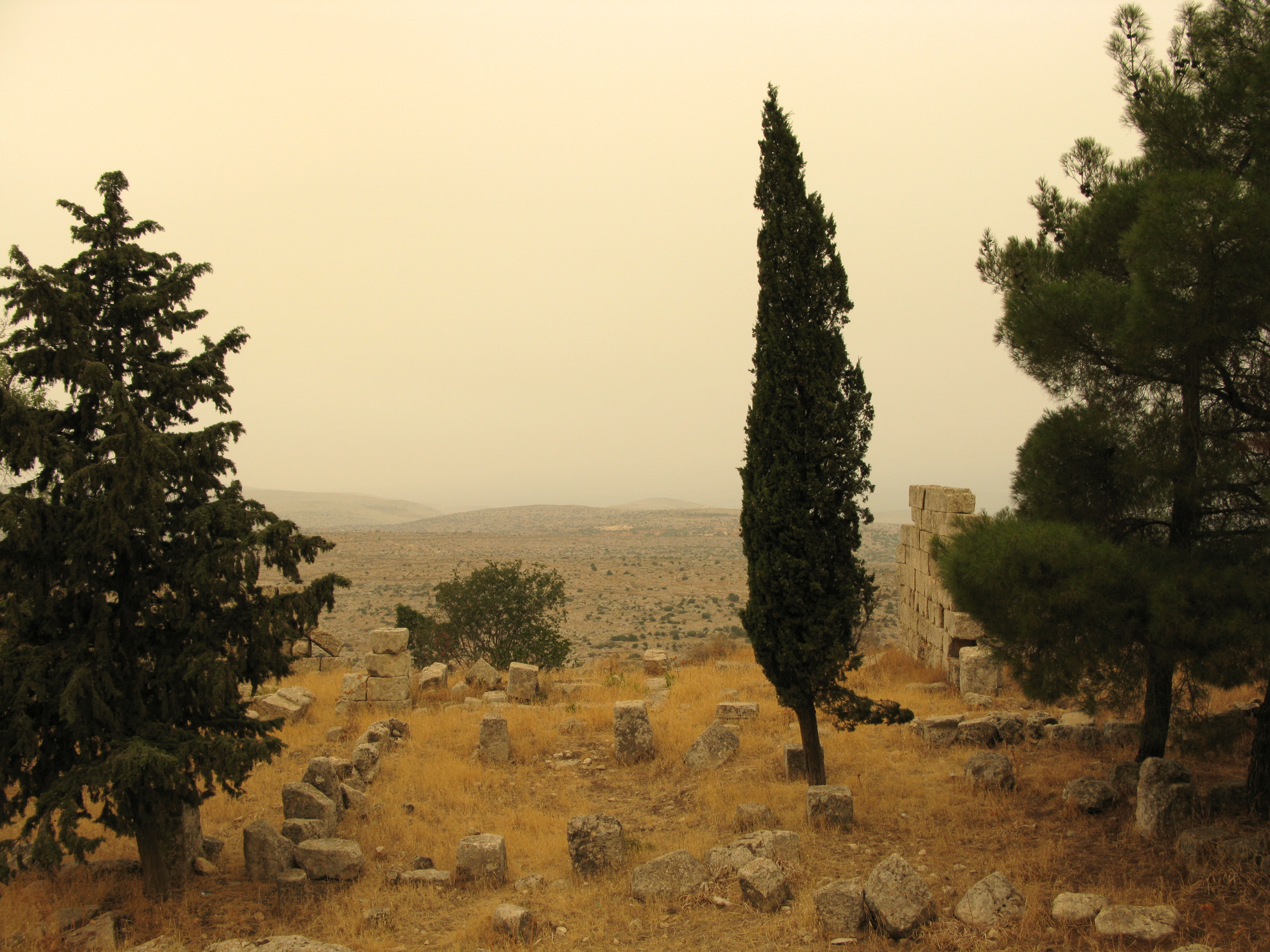